# Schausende

Schausende südwestlich vom eigentlichen Holnis auf einer alten Karte von 1893

Schausende (dänisch Skovsende) ist ein Ortsteil von Glücksburg in Schleswig-Holstein. Er liegt südwestlich des benachbarten Ortsteils Holnis.

## Hintergrund

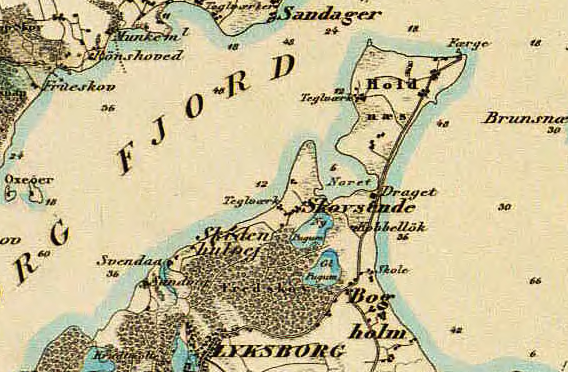
Schausende am nördlichen Ende des Friedwaldes (dän. Fredskov)

Schausende wurde erstmals 1668 erwähnt. Der Ortsname leitet sich von dän. skov für Wald ab und bezeichnet entsprechend eine am nördlichen Ende des Friedwaldes gelegene Siedlung. 
Ende des 19. Jahrhunderts war Schausende noch ein kleiner Ort, mit einer Ziegelei direkt an der Flensburger Förde. Die Ziegelei bei Schausende gehörte zu einer großen Anzahl von Ziegeleien an der Förde, die einen bedeutsamen Wirtschaftszweig im Flensburger Raum darstellten. Im Jahr 1896 wurde bei Schausende der ursprüngliche Leuchtturm Holnis errichtet, südwestlich vom eigentlichen Holnis gelegen. In den 1960er Jahren wurde der dortige heutige Leuchtturm Holnis errichtet. Im Jahr 1893 wurde Schausende nach Glücksburg eingemeindet.
Das ursprüngliche Schausende mit einigen noch erhaltenen reetgedeckten Bauernhäusern und Katen liegt noch im Süden des Ortes an der gleichnamigen Straße „Schausende“. In neuerer Zeit entstand in einem kleinen Abstand nördlich beim Leuchtturm das Neubaugebiet Schausende mit Einfamilienhäusern und Ferienwohnungen. Direkt am Ufer der Förde wurden zudem zwei Hochhäuser errichtet. Der angrenzende moderne Yachthafen wurde 1976 fertiggestellt. Der Yachthafen mit 169 Plätzen wird vom Club-Nautic e.V. betrieben.

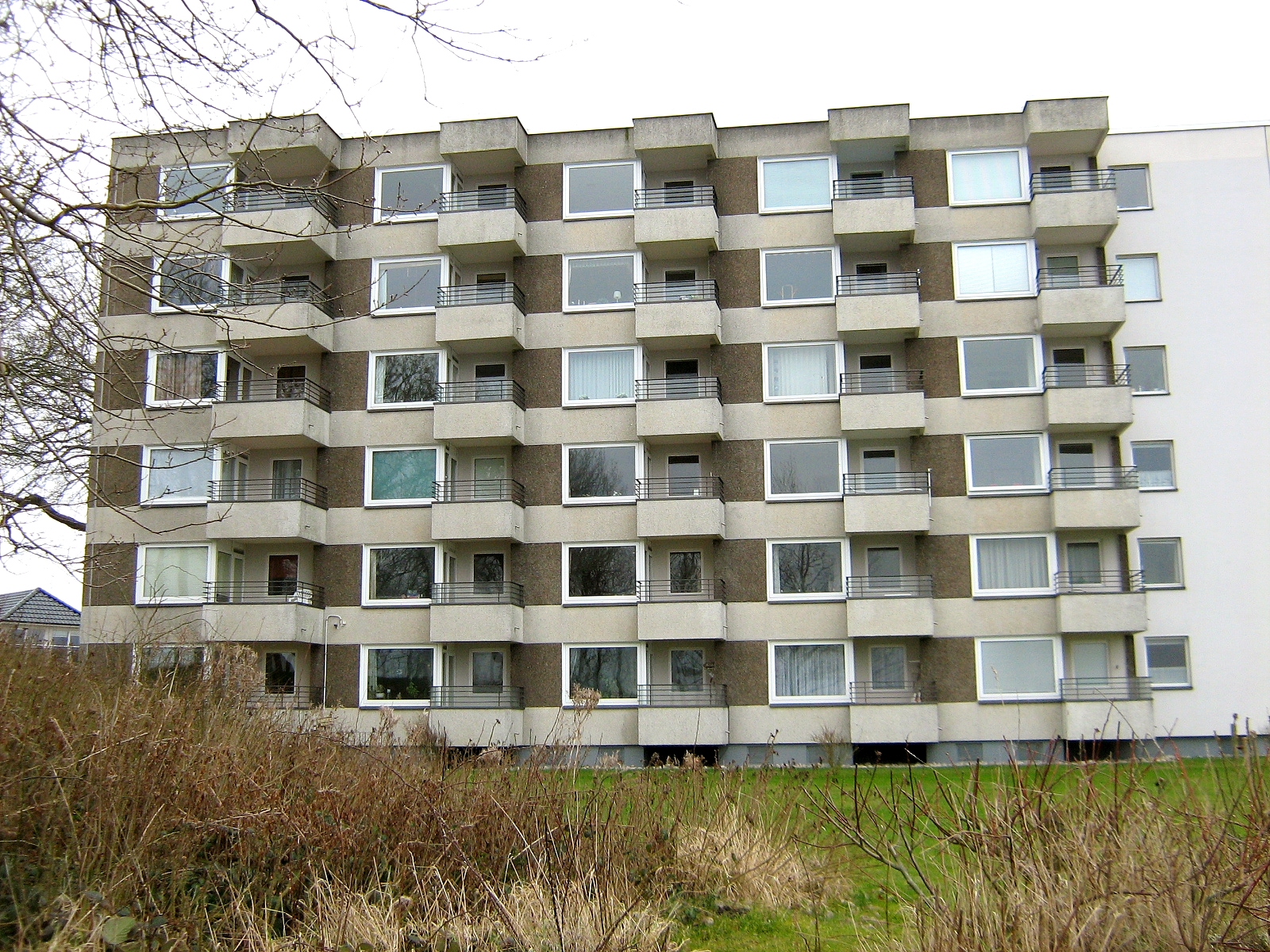
Eines der Hochhäuser von Schausende
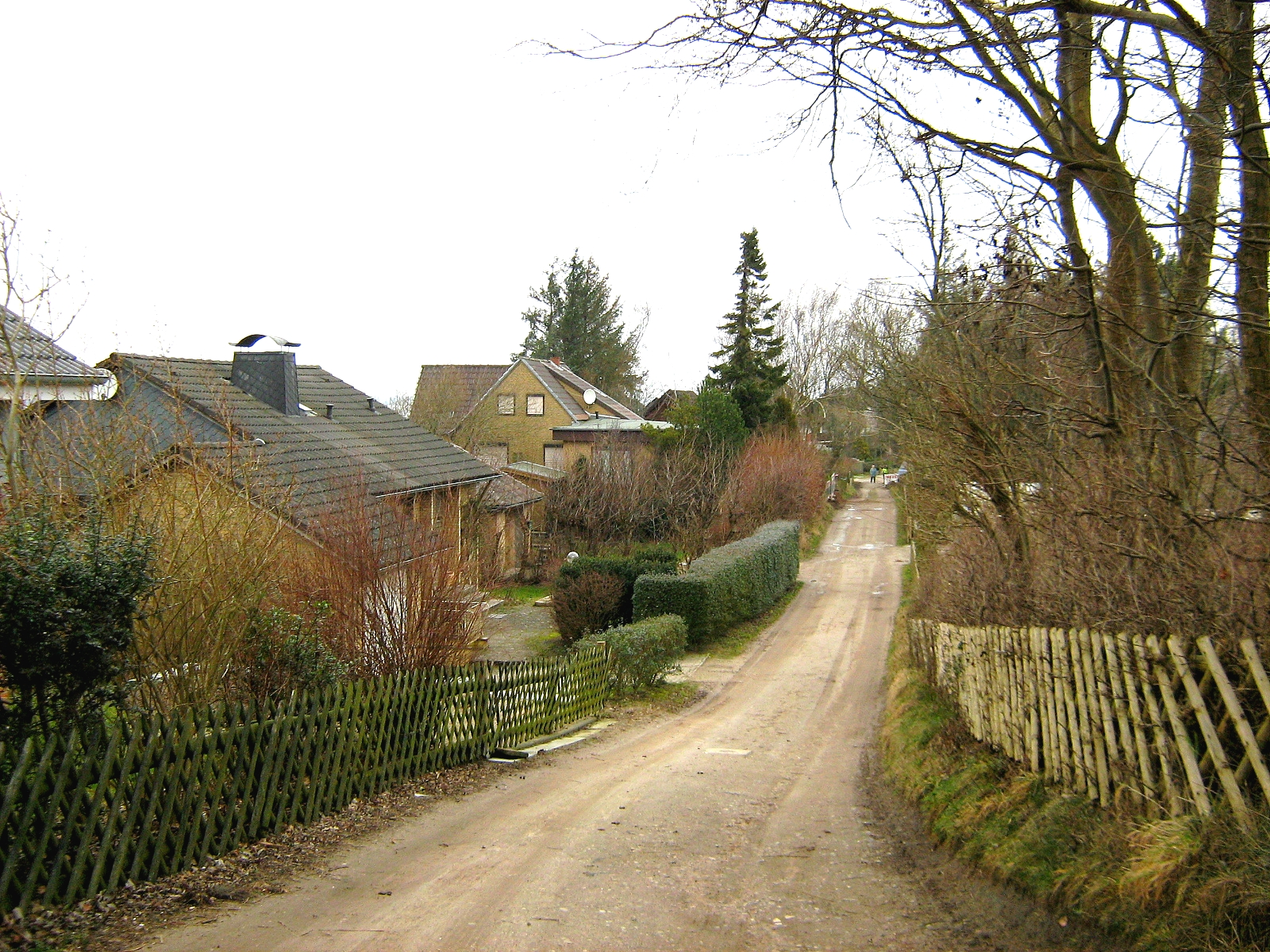
Ungeteerte Straße bei Schausende
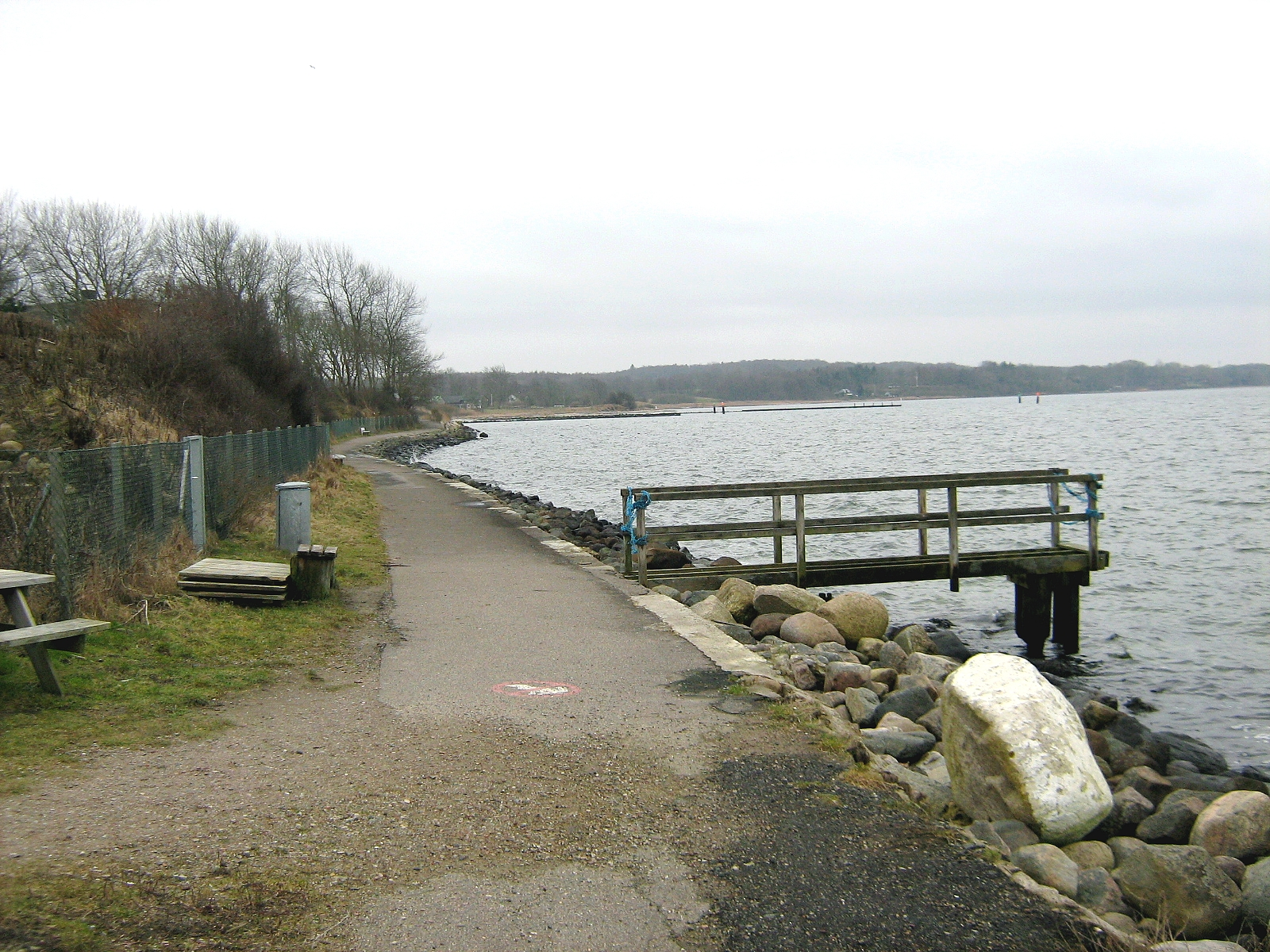
Fußgängerweg an der Förde bei Schausende
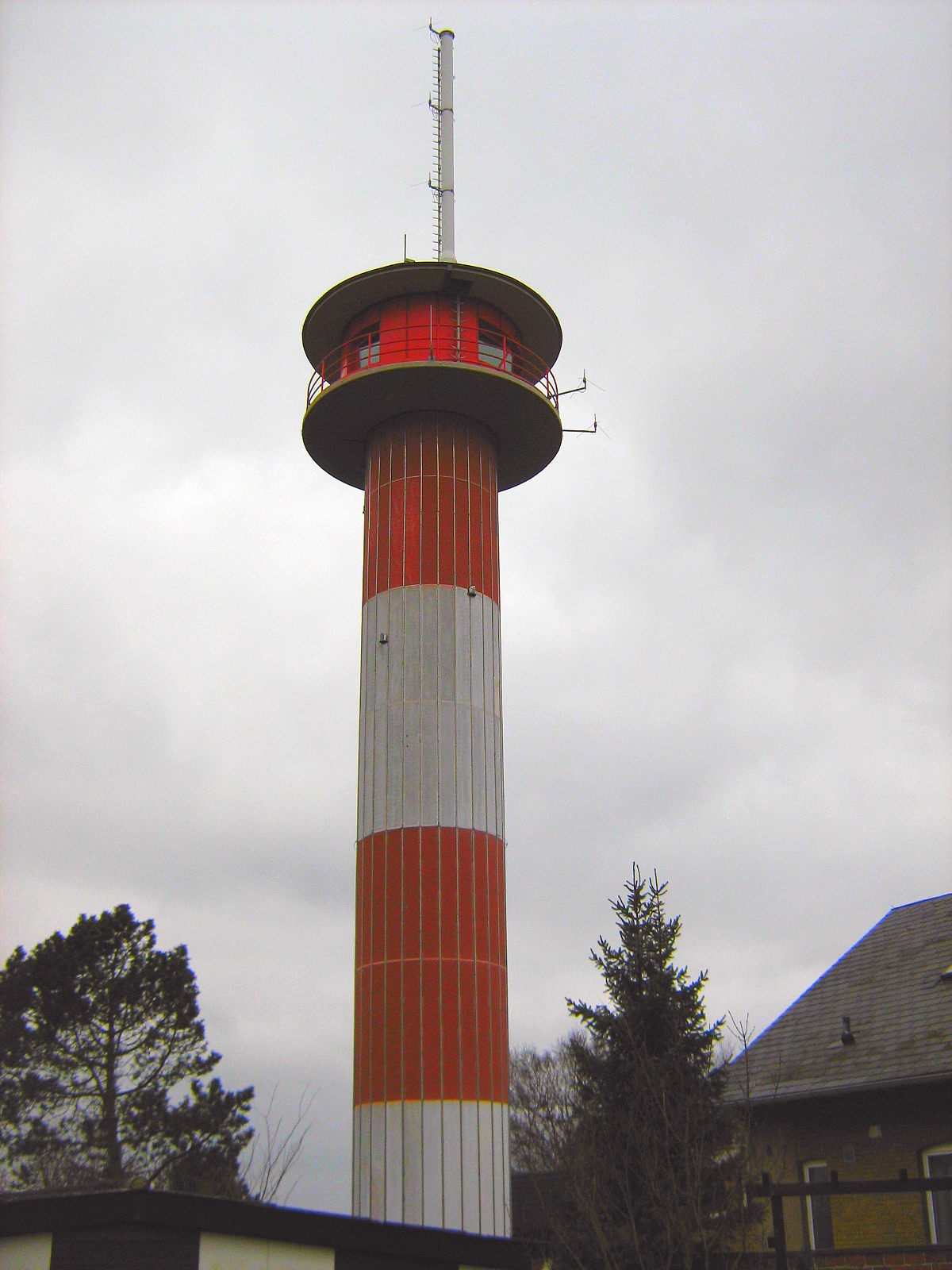
Der Leuchtturm im Ort Schausende